# 清き一票お願いします!!
『清き一票お願いします!!』（きよきいっぴょうおねがいします）は、陣名まいによる日本の漫画作品。『ちゃお』（小学館）にて1998年5月号から同年7月号まで連載された。

## 概要
陣名まい初の連載作品となる当作品は、中学校の生徒会長への立候補を行う主人公・朝日奈英莉が多くの候補者とともに選挙戦に挑むストーリーである。また陣名にとって『ちゃお』本誌初登場でありながら連載に抜擢された作品でもある。

## 登場人物
朝日奈 英莉（あさひな えいり）
主人公。中学一年生。乙女座。『ちゃお』を愛読している。生徒会長・伊勢巳春の側近に近づきたく生徒会に立候補する。性格的には比較的無邪気で、選挙ポスターを至る所に貼る等常識の枠を超える行為が見られる。
伊勢 巳春（いせ みはる）
生徒会長。1年生で生徒会長に任命された奇跡の人。明朗な性格ゆえ、英莉があこがれている。サッカー等スポーツも得意である。
水戸 周（みと しゅう）
生徒会副会長。左目下に泣きぼくろがあるハンサムボーイ。外見は誠実だがキザな性格ゆえ英莉にとって特に気に入らないタイプの人物である。また英莉に対してしばしばきつく当たることも見られる。
信楽 護（しがらき まもる）
生徒会選挙候補者。通称3年のひげ男爵。
修善寺 ゆかり（しゅぜんじ ゆかり）
生徒会選挙候補者。2年連続ミス花中に輝く美人少女である。
五色 保（ごしき たもつ）
生徒会選挙候補者。3年生。枯れ木に花を咲かすと言われ、スコップを持つ姿が凛々しい。
有田 悟（ありた さとる）
生徒会選挙候補者。2年生。水泳部のエースで通称トビウオと言われている。
美濃 さつき（みの さつき）
生徒会選挙候補者。2年生。風紀委員である。
桜山 透（さくらやま とおる）
生徒会選挙候補者。1年生。パソコン通と言われている。

## 特記事項
当作品は、陣名のちゃおにおける単行本のタイトルとなり（サブタイトル:JINNAのパワフルコレクション1）、同単行本には陣名の読み切り作品である、『うしみつどきを賭け抜けろ! 』『恋のB級アクション』『恋のホーカス・ポーカス』（デビュー作）も収録している。

## 書誌情報
- 陣名まい『清き一票お願いします!!』小学館〈ちゃおフラワーコミックス〉1998年11月発行[1]（10月発売）、全1巻、ISBN 4-09-137671-1